# Elis (Unternehmen)
Elis ist ein börsennotierter französischer Textilservice-Konzern mit Sitz in Saint-Cloud bei Paris. Das Unternehmen vermietet Arbeitsbekleidung, bietet Reinigungsleistungen an und vertreibt Hygieneprodukte für Waschräume. Elis ist in Europa ein führendes Unternehmen bei der Reinigung von Wäsche und Berufskleidung für Krankenhäuser, Pflegeheime, Hotels, Gastronomie und die Industrie.

## Geschichte
Elis wurde 1968 gegründet, hat jedoch Wurzeln in einer Wäscherei, die 1883 durch die französische Familie Leducq gegründet wurde. Elis stand bei der Gründung als Abkürzung für Europe Linge Service (Europa Wäscheservice).
Durch Unternehmensübernahmen in Belgien, Spanien, Portugal und Deutschland expandierte Elis ab den 1970er Jahren auf europäischer Ebene. Ab den 1990er Jahren wurden eigene Niederlassungen in Luxemburg, Italien und der Schweiz eröffnet. Seit 2010 ist das Unternehmen in Brasilien vertreten. Von dort aus weitete Elis seine Geschäftstätigkeit auf die Länder Chile und Kolumbien aus.
Seit einem Börsengang im Jahr 2015 werden die Aktien des Unternehmens an der Euronext Paris gehandelt. Die Aktien von Elis sind Bestandteil der Aktienindizes CAC Mid 60 und Next 150.
Im September 2017 übernahm Elis den britischen Textilservice-Anbieter Berendsen. Dieser war ehemals selbst börsennotiert und brachte rund 15.000 Mitarbeiter in den Gesamtkonzern ein. Im folgenden Jahr übernahm Elis die Puschendorf Textilservice GmbH und erweiterte seinen Geschäftsbereich so um fünf Standorte in Mittel- und Ostdeutschland.
Elis gilt in Europa als Marktführer bei der Reinigung von Wäsche und Berufskleidung für Krankenhäuser, Pflegeheime, Hotels, Gastronomie und die Industrie und erwirtschaftete 2021 einen Umsatz von 3,1 Milliarden Euro.

## Unternehmen

### Management
Elis wird von einem Managementteam geleitet, dass aus 11 Personen besteht. Vorstandsvorsitzender und Chief Executive Officer ist Xavier Martiré, der das Unternehmen seit 2008 leitet. Weitere Mitglieder, die zugleichgemeinsam mit Martiré den Vorstand der Elis Gruppe bilden, sind Matthieu Lecharny, stellvertretender Chief Executive Officer, zuständig für den Geschäftsbereich Operations, und Finanzchef Louis Guyot.

### Struktur
Elis beschäftigt nach eigenen Angaben mehr als 50.000 Mitarbeiter in 440 Niederlassungen und 28 Ländern (Stand 2022). Im deutschsprachigen Raum beschäftigt das Unternehmen mehr als 6.200 Personen an 42 Standorten.

### Elis in Deutschland und Österreich
In Deutschland und Österreich wird Elis von einem sechsköpfigen Team um Vorstandsmitglied und COO Andreas Schneider geleitet. Das Unternehmen beschäftigt hier nach eigenen Angaben mehr als 6.200 Mitarbeiter und erwirtschaftet mit diesen bei mehr als 12.000 Kunden einen Umsatz von 391 Millionen Euro (2020).

## Produkte und Dienstleistungen
Elis bietet verschiedene Dienstleistungen im Textilservice für verschiedene Branchen an. Das Unternehmen bietet seine Dienstleistungen aktuell ca. 400.000 Kunden an und erwirtschaftet mit diesen einen Jahresumsatz von ca. 3,1 Mrd. Euro (2020). Nach eigenen Angaben liegen die Angebote dabei in den folgenden Bereichen:
- Flachwäsche für das Gesundheitswesen
- Hotelwäsche
- Berufsbekleidung für alle Branchen
- Persönliche Schutzausrüstung (PSA)
- Bewohnerwäsche
- Medizinprodukte / OP-Mäntel & OP-Abdeckungen
- Küchentücher & Tischwäsche
- Reinraum
- Schmutzfangmatten
- Wischtextilien
- Schranksysteme: Ausgabe- & Entnahmesysteme

und fokussieren sich auf die folgenden Branchen:
- Catering & Gastronomie
- Hotellerie
- Healthcare
- Senioren- & Pflegeeinrichtungen
- Handel & Dienstleistung
- Industrie
- Öffentliche Auftraggeber

Ein weiteres Geschäftsfeld des Unternehmens ist die Schädlingsbekämpfung.